# 中央苏区第一次反围剿战争
，指第一次国共内战前期，1930年底至1931年初，國民革命軍與中國工農紅軍發生的第一次大規模戰爭。

## 名稱
此次戰事名稱，中華民國方面稱其為「第一次江西剿共」或「第一次江西剿匪」，民間一般簡稱「第一次圍剿」；国际上一般称为「第一次圍剿」 （ 或 ）。中華人民共和國方面又稱其為「中央苏区第一次反围剿」或「中央革命根据地第一次反围剿」，民間一般簡稱「第一次反圍剿」。

## 時代背景

### 國府方面
自1927年國民黨分共開始，中共在各省迅速的發展武裝勢力和根據地，蔣中正雖然一直視中共武裝為心腹大患，然而在這一期間的他將重點指向北伐以及對付國民黨內的反蔣勢力和與馮、閻、李等新軍閥勢力，並不認為中共能成多大氣候，把此事交由湘、贛地方當局負責，並以地方軍進行「進剿」和「會剿」的小規模軍事掃蕩。
1930年7月，中國工農紅軍第三軍團一度襲佔湖南岳州及省會長沙，其他各路紅軍則威脅著江西省會南昌及湖北省會武昌，一時造成國民政府朝野忷忷，閻錫山等人借此在北平發表「滅共驅蔣」的宣言，企圖在輿論上攻倒蔣中正。因為此次的攻擊，引起了蔣中正對於中共武裝力量的重視。10月3日，中原大戰戰局已定，蔣中正立即決定以「肅清共匪」作為今後施政重要方針之一。10月6日，中原大戰結束，以蔣中正一方的勝利而告終，蔣中正得以將主要兵力集中，部署於江西，用以對逐漸坐大的中國共產黨武裝發動軍事圍剿。

### 中共方面
1927年8月1日南昌暴動以後，中國共產黨舉行「八七會議」，清算了陳獨秀的托洛茨基主義，確立了土地革命和武裝反抗國民黨的方針。中間經歷秋收暴動、海陸豐暴動及廣州暴動等多起武裝暴動，終歸失敗，來到江西井岡山，建立起第一個根據地。自1927年秋到1930年期間，中共根據地四出擴張，勢力蔓延至江西、湖南、湖北、河南、安徽、福建等地，各省縣份的工農政府先後成立，並準備著手成立一個中央政權機關來統一領導全國工農政權的機構。
中共在李立三時期策動城市擴張的冒進路線，計劃利用蔣、閻交戰的機會製造「新的革命高潮」，企圖爭得一省或數省的首先勝利。毛澤東等人鑑於8月下旬第二次強攻長沙均遭失利，武漢、南京等城市暴動均遭流產，黨組織幾乎全部瓦解。認為此時紅軍的實力，很難進行重大的進攻戰鬥。得知蔣中正準備在大戰結束後調集大軍圍剿江西中央蘇區，於是紅一方面軍撤回江西中央蘇區，基本上糾正立三路線的錯誤，力求鞏固根據地。在1930年10月羅坊會議中一致通過毛澤東的戰略方針，因應當前敵強我弱的形勢，動員根據地的群眾及依據有利的地形，對國民政府部隊實行反圍剿戰略。

## 參戰部隊

### 國民革命軍方面
1930年10月，江西省政府主席兼國民革命軍第九路軍總指揮魯滌平出任圍剿軍總司令，張輝瓚任總指揮，國民革命軍（以下簡稱國軍）參戰部隊如下：
- 陸軍方面：
  - 第六路軍總指揮朱紹良，下轄第8師（師長毛炳文）、第24師（師長許克祥）、第49師（師長張貞）、第56師（師長劉和鼎，一作劉和昇）及新編第14旅（旅長周志群）。
  - 第九路軍總指揮魯滌平，下轄第18師（師長張輝瓚）、第50師（師長譚道源）、第77師（師長羅霖）、獨立第32師（師長不詳）、新編第5師（師長公秉藩，後升為陸軍第28師）、新編第13師（師長路孝忱）。
  - 第十九路軍總指揮蔣光鼐，下轄第60師（師長蔡廷鍇）、第61師（師長戴戟）、獨立第32旅（旅長劉夷）及第12師第34旅（旅長馬琨，一作馬昆）。

- 空軍方面
  - 航空第一隊（隊長張有容）、第三隊（隊長劉芳秀，一作劉牧群）、第五隊（隊長田曦）計三個航空隊（飛機27架），隨時偵察紅軍行動及支援地面部隊的作戰。

以上總計共有12個師、3個旅，總兵力約14萬人。
作戰方針制定為「長驅直入，外線作戰，分進合擊，猛進猛打」，俱體戰略為：三路部隊，由北向南，從吉安、建寧之線向贛南中央蘇區發起進攻，在吉安、泰和和贛縣以東，永豐、樂安、南豐以南，形成一個半圓形的包圍網，以圖將紅軍主力壓制清江至分宜的袁水流域兩岸地區，企圖使紅軍背水而戰，達到殲滅紅軍主力於吉安、安福一帶。

### 中國工農紅軍方面
中國工農紅軍（以下簡稱紅軍）由紅一方面軍應戰，總司令朱德兼任紅一軍團總指揮，下轄兩個軍團和政衛團，各參戰部隊如下：
- 紅一軍團，下轄第3軍（軍長黃公略）、第4軍（軍長林彪）、第12軍（軍長伍中豪，羅炳輝代）和第22軍（軍長陳毅）。
- 紅三軍團總指揮彭德懷、政治委員滕代遠，下轄第5軍（軍長鄧萍）和第8軍（軍長何長工，一作李懷）。
- 第20軍（軍長曾炳春）。

以上總計共有7個軍，總兵力約4萬餘人，部署於靖江至分宜的袁水兩岸。
作戰方針制定為「誘敵深入」，俱體實行「求心退卻」計劃，向根據地內部退卻，將國軍引誘到根據地內，憑藉複雜地形，嚴密組織地方民眾，配合既有工事，等待有利時機將國軍予以各個擊滅。

## 戰役過程

### 國軍圍剿階段

#### 第一期作戰時期
國軍圍剿軍總司令兼第九路軍總指揮魯滌平，計劃先以原駐贛縣的張輝瓚第18師，攻克崇仁、南豐後，隨即在永豐集中；公秉藩新編第5師及羅霖第77師先向吉安附近地區進展，攻克吉安後，集中在吉安及其對岸的張家渡各附近地區；譚道源第50師則集中於樂安；路孝忱新編第13師位於臨安到崇仁之間；獨立第32師位於南昌到樟樹鎮間，擔任後方交通安全的維護。
第六路軍總指揮朱紹良，按計劃以毛炳文第8師從宜黃進入南豐、黃陵圩集中後，向廣昌以西地區推進；許克祥第24師經撫州進入南豐，向廣昌附近地區集中；張貞第49師及周志群新編第14旅由閩西，劉和鼎第56師由閩北，預定經由寧化向石城、瑞金間地區集中。
第十九路軍總指揮蔣光鼐由廣東調往江西，經萍鄉向贛江東西岸推進。按計劃由蔡廷鍇第60師集中在萬安，戴戟第61師集中在泰和，馬昆第12師34旅集中在贛縣。
11月2日，魯滌平將先期到達江西歸入指揮的7個師及1個旅編成三個縱隊，限定在11月5日前在各地集中：第一縱隊第18師駐樟樹，第24師駐豐城西北的贛江北岸，新編第13師駐臨川；第二縱隊第50師駐西山萬壽宮，獨立第14旅駐靖安；第三縱隊第77師駐上高，新編第5師駐高安，第8師為總預備隊駐南昌，後進駐撫州。11月5日，魯滌平下達第一次總攻令，採取「並進長追」的戰略，三個縱隊分別向袁水兩岸推進，將紅一方面軍消滅於清江至分宜段的袁水流域。
紅軍方面，於11月1日開始採取了「誘敵深入」的撤退計劃，主動放棄大部分蘇區，將主力移到贛江東岸。毛澤東、朱德率領紅一軍團的紅四軍、紅十二軍、紅二十軍和紅三軍團按照命令離開袁水流域，在11月5日、6日安全撤退到贛江東岸，駐紮於新淦、吉水、永豐、安樂、宜黃、崇仁地區，做出向臨川進逼姿態；黃公略率領紅三軍留在贛江西岸監視及擾軍行動。由於紅軍先期撤退，使魯滌平第一縱隊在11月7日前進至袁水流域撲了一次空，打亂了第一期作戰計劃。魯滌平得知紅軍主力已轉移至贛江東岸，判斷紅軍有佔領撫州、樟樹向南昌前進之勢，於是調動第一縱隊和第二縱隊尾追紅軍東渡贛江，向吉水、永豐、樂安、崇仁、宜黃地區追擊前進，第三縱隊沿贛江西岸搠流而上，企圖將攻擊戰略展於吉安到南豐之間，在吉安、吉水一帶圍殲紅軍。
11月18日到20日，國軍右翼第三縱隊第77師和新編第5師相繼攻佔吉安、安福、泰和；中央第一縱隊第18師、第24師攻佔永豐、吉水；左翼第三縱隊第50師佔領樂安、宜黃，第8師其中1旅則由撫州進駐崇仁。上述縣城都是紅軍主動放棄，僅留下紅二十軍協同赤衛隊保衛江西省委以及遲滯敵軍的行動，而國軍依然再次撲空。紅軍於11月18日主動撤出吉安城，19日毛澤東與紅三軍團會合，召集會議結果繼續按照「誘敵深入」的戰略退卻方針，向根據地中心退卻。於12月1日轉移到黃陂、小布一帶，準備在此同國軍展開決戰，進行戰略反攻。在實行戰略撤退的同時，又派紅十二軍軍長羅炳輝率紅35師偽裝成紅軍主力，赴興國東北誘敵，把國軍引向中央蘇區中部地區，以便伺機予以各個擊破。從11月7日至12月初，由於紅軍有計劃地實行戰略退卻，國軍雖步步緊逼，攻城奪地，然始終找不到紅軍主力決戰。

#### 第二期作戰時期
12月上旬，蔣中正親自到南昌舉行「剿共軍事會議」，策劃新的圍剿計劃，力圖將紅軍主力一舉掃平。蔣除一面急電催促第十九路軍及第六路軍趕赴江西參戰，一面於12月7日新自下達了第一號作戰命令，計劃將紅軍主力包圍在贛西南的東固並一舉殲滅。魯滌平按照蔣中正的命令，制定了圍殲紅軍主力於東固地區的作戰計劃。作戰方針為國軍主力由永豐、樂安方面推進，並各以一部從廣昌、石城及興國方面協助，將紅軍包圍在寧都以北及東韶、東固之間並加以消滅。兵力部署方面，如下：
1. 第九路軍先以主力會攻東固，之後由第六路軍及第十九路協同，再進攻寧都、東韶方面的紅軍，掃蕩寧都、興國一帶的紅軍。以一部擔任臨川、樟樹至後方的交通安全維護。
2. 第六路軍先以第8師、第24師從廣昌、洛口方面進攻紅軍，協助第九路軍的作戰。第49師、第56師及新編獨立第14旅，從閩北及閩西出石城、瑞金之間後，向寧都前進。
3. 第十九路軍先將主力進中在泰和、萬寧一帶，之後協助第九路軍掃蕩興國及興國以東一帶的紅軍，並把其中一部集中在贛縣擔任防守。
4. 航空隊隨時偵察紅軍行動並支援地面部隊的作戰。

該計劃雖然比較嚴密，但國軍各部來自不同派系，難以協調指揮，如第六路軍和第十九路軍，雖全部開進江西境內，除一部分軍隊歸魯滌平指揮，其餘只是各守地界，以圖保存實力。加之計劃雖對中央蘇區形成包圍態勢，同時也分散了自身兵力。
紅軍實行戰略撤退之時，國軍誤以為紅軍乃不戰逃跑，除一面誇報戰功，擴大宣傳，一面繼續向紅軍緊逼，實行「第二期作戰計劃」。由於誤把在東固一帶負責誘敵的紅35師當成紅軍主力，12月7日，魯滌平向各部頒佈了圍殲紅軍於東固的作戰計劃，以第六路軍為左翼，第九路軍為右翼，命令第十九路軍由興國向太和前進，企圖分進合擊，會攻東固，將紅軍一舉消滅。12月12日，紅二十軍發動富田事變，宣佈不再服從紅一方面軍指揮，要求立即逮捕毛澤東等人，並把紅二十軍轉移到贛江以西的永陽。12月17日，彭德懷率紅三軍團前往平叛。由於此事影響，以致龍岡以西和西北地區僅剩少量武裝部隊活動，對於反圍剿造成不利局面，方面軍決定主動放棄東固。12月16日，魯滌平下達第三次總攻令，下令各軍向中央蘇區實施向心攻擊，右翼先頭部隊公秉藩新編第5師推進到陂頭，張輝瓚第18師推進到古縣、冠山、白水一線，譚道源第50師推進到牛田、增田一線。許克祥第24師到達蛟湖，毛炳文第8師一旅向南豐前進，一旅向黃陂集結。第十九路軍蔡廷鍇第60師也已通過永豐向泰和前進。各師以公秉藩新編第5師和張輝瓚第18師進展最快。12月19日，新編第5師攻至東固附近的九寸嶺大山，發起東固戰役，紅十二軍第35師抵抗一陣後便主動撤出戰鬥。此役國軍雖勝，但被其打敗的並非紅軍主力。蔣中正聞報後，嘉獎公秉藩之功，特頒獎金銀元一萬元，並提高該師番號為陸軍第二十八師，以資鼓勵。
12月20日清晨，張輝瓚第18師在不知公秉藩已攻下東固情形下，向東固猛烈進攻，公秉藩以為紅軍反攻，也集中火力抵抗。因大霧漫天，在激戰四小時後才得知是誤戰。事後，張輝瓚雖然竭力解釋，但公秉藩認為是張輝瓚負氣有意爭功，於是賭氣帶著第28師退到富田，張輝瓚第18師則留在東固。至12月25日為止，國軍從北面及東面向南推進，前進到萬安、泰和、東固、源頭、廣昌、建寧一線，東西相距八百里，其中18師和50師形成了突出部，先後攻下蘇區中心的一些重要地點。由於國軍深入中央蘇區後，在紅軍實行堅壁清野，動員民眾刺探情報、封鎖消息，及地方武裝衛隊擾敵、阻敵下，行動極為困難。第十九路軍遠在贛州、泰和之間，福建劉和鼎第56師尚在福建的建寧，實際僅有三分之一的兵力到達前沿。魯滌平認為此時不易實現合圍的計劃，但認為憑藉手中的5、6萬兵力仍足夠打敗紅軍，於是決定不待後續部隊到達，將第六路軍毛炳文第8師、許克祥第24師以及第九路軍的譚道源第50師、公秉藩第28師、張輝瓚第18師三師先行集結，準備向紅軍發動進攻。

### 紅軍反圍剿階段

#### 雙方之行動
12月29日，魯滌平下達進攻令，以殲滅紅軍及收復寧都為目的，命令毛炳文第8師以兩個團向胡嶺咀，兩個團向東關寨夾擊羅炳輝紅12軍；許克祥第24師除了以一部聯絡向東關寨的攻擊部隊外，其餘由洛口前進攻擊麻田的紅軍；譚道源第50師以主力協同張輝瓚師向小布、黃陂的紅軍攻擊；張輝瓚第18師由君埠、五門嶺以一師經上陽齋協同譚道源向黃陂前進，一部協同公秉藩師攻擊小布的紅軍；公秉藩第28師以主力由南境向黃陂、麻田前進，一部協同張輝瓚師進攻小布的紅軍，並派飛機進行轟炸和偵察。紅一方面軍集中四萬兵力，在國軍部署尚未來得及完全實施之前，開始展開反圍剿戰略反攻。
在此之前，毛澤東、朱德等人經過反覆研究後，決定實行中間突破，先打距離其集結地最近的中路譚道源第50師及張輝瓚第18師。在小布東、西、南三面佈下一個口袋陣，兩度派遣部隊引誘第50師，準備在第50師進入後立即包圍殲滅。因為情報走漏，第50師並未中計，一面在源頭城構築工事，做堅守準備，一面張輝瓚率18師緊急呼救。毛澤東等在設伏失敗後，說服幹部耐心等待戰機。將紅軍從黃陂隱蔽轉移到東面的君埠和上固、下固一帶，繼續等待機會。

#### 龍崗決戰
魯滌平下達進攻令後，張輝瓚為了邀功，不顧其他國軍位置，與公秉藩約定公秉藩28師向約溪，張輝瓚18師向龍岡移動，以期與左翼部隊會同，尋求殲滅紅軍主力。12月29日，公秉藩28師先頭一旅向約溪前進，其餘由富田繼續前進；張輝瓚18師則以其下第54旅（旅長朱耀華）留守東固，第52旅（旅長戴岳）、第53旅（旅長王捷俊）和師部進佔龍岡、表湖地區，準備對紅軍實三面包圍行。當日張輝瓚收到譚道源求救電報後，否決了戴岳18師在龍岡停留一天，等待會合第28師和第54旅再馳援譚師的建議，判定紅軍尚在百里之外，不足為慮，決定次日清晨向君埠前進。此時紅一方面軍獲悉張輝瓚率18師師部和兩個旅離開了東固，向龍岡前進，立即決定轉而攻擊18師。
12月30日清晨4點，紅三軍第7軍在小別村的小拱橋遭遇張18師52旅先鋒團黃團，在擊退先鋒團後，乘勝向龍岡方向前進。52旅的黃團和李團在小別村之西阻止紅7師的前進，雙方激戰2個小時多。紅三軍團下令跟前的紅八師、紅九師向兩翼迂回，52旅兩個團兵力亦完全展開，向左右伸延，前紅軍猛攻，戰鬥呈現膠著狀態。中午12點，紅十二軍突然從52旅左側後方向旅展開攻擊。52旅旅長戴岳急電向張輝瓚求援。由於張輝瓚所率的53旅及師部均在龍岡，與戴旅相隔約4公里，於是急電命53旅陳團馳援，但僅推進2公里，未加入第一線。張又電令東固的54旅經南龍馳援，第28師向龍岡迂回。但此二部在途中即被紅軍地方部隊阻擊，無法前進。此時，紅四軍和紅三軍團趕到，向龍岡斜插過去，越過紅十二軍陣地，切斷了張18師師部和東固第54旅的聯略，完成了對張18師的包圍。張輝瓚一面下令抵抗，一面急電催援。下午3點，紅軍總部發出總攻令，將張18師壓制在毛家坪、萬功山一帶，張輝瓚企圖分路突圍，但均被紅軍截擊無法成功。紅三軍從正面攻擊直搗張18師部，張18師警衛營見大勢已去，集合全營繳械投降。紅軍經過激烈戰鬥，在當晚全殲張輝瓚師部和2個旅計9000餘人，師長張輝瓚、旅長王捷俊等人全被俘獲。僅52旅旅長戴岳逃出龍岡，潛回南昌。

#### 東韶追擊
紅軍於12月30日在龍崗實施中間突破，殲滅國軍近萬人，取得龍崗戰役的勝利。張輝瓚第18師被殲，國軍全線震動，公秉藩增援中途聽到敗訊後，趕緊回頭撤回東固。第18師的朱耀華第54旅也慌忙從途中轉頭北撤富田。國軍因電訊中斷，各軍情況不明，更不明紅軍的動向。此時魯滌平判斷紅軍可能乘勢轉攻公秉藩第28師或譚道源第50師，為避免遭紅軍各個擊破，於是迅速調整部署。12月31日發佈命令，令公秉藩第28師由約溪撤回東固、因富一線，第18師的朱耀華第54旅移往富田，嚴密佈防，阻止紅軍前進，令譚道源第50師臨時歸屬第六路軍，退向洛口，向許克祥第24師靠攏；第十九路軍速向興國集結。譚道源接到命令後，當夜即下令第50師從捷徑撤往東韶，向廣昌靠撤。第50師各部紛紛退卻，人心惶惶，極為混亂，途中還遭遇紅二軍截擊，繳獲了許多槍械。
紅軍在龍崗戰役之後，休整一天，在12月31日移駐小布。次年元旦舉行軍事會議。在偵探敵情中得知譚道源師撤退東移，毛澤東等人判斷國軍可能要全線退走，決定追擊譚道源師，計劃將譚道源師殲滅於東韶一帶，然後遂一消滅許克祥24師和毛炳文第8師。令紅十二軍擔任正面追擊，經南團、林池向東韶前進；紅三軍團任左路，經陂頭向東韶前進；紅三軍任右路，限於2日正午12時到達田營，以主力鉗制洛口許克祥師，阻其增援，以一部迂回到東韶東瑞、山下坪北瑞的高地，向東韶攻擊，紅四軍為總預備隊。譚道源50師在紅軍尾隨、一路挨打下，於1月2日午後陸續到達東韶，便急忙構築陣地，想憑借高山地形抵抗，但工事尚未完成，紅軍主力已經陸續到達，相繼合圍。在3日早晨從西、南、北三面向東韶展開攻擊。50師居高臨下，以密集火力阻止紅軍衝擊。下午，紅軍攻佔了黃泥這個制高點，50師已處於紅軍的火網之下。下午4時，紅軍全線發起猛攻，迅速突破50師各處陣地。50師陷於混亂，官兵四散逃竄。譚道源率領殘部向東北方向逃到撫州。此役國軍被殲數千人，繳槍6千多支。毛炳文、許克祥2師得知譚道源師已經被紅軍擊潰，急忙向北撤離，其餘各部隨之撤退。紅軍在半個月的時間裡，經東固、龍崗和東韶三次戰役，殲滅國軍一個師部三個旅，斃俘1.5萬餘人，繳獲各種槍支1.2萬多件，取得了第一次中央蘇區戰役的勝利。

## 原因
國軍失敗的原因：
1. 參加圍剿的國軍來自不同派系，難以形成高效的合擊態勢。
2. 參戰兵力雖然多達14萬，但直接參戰的部隊卻只有三分之一。[註 6]
3. 國軍從事純軍事的戰爭，而紅軍組織民眾，刺探軍情。
4. 戰區地形崎嶇，有利於紅軍的游擊戰術，不利於正規戰術。
5. 情報能力不足，以致對紅軍行動，經常判斷錯誤。

紅軍成功的原因：
1. 實行了毛澤東的「誘敵深入」的內線作戰方針和運動戰的作戰形式，避免和國軍過早決戰。能抓住戰機，擇其要害，各個殲滅。
2. 在中央蘇區實行總動員，使紅軍在情報、運輸、補給上，獲得充分協助，而充分發揮奇襲效果。

## 後續
紅一方面軍在龍岡、東韶兩戰勝利後，即轉入戰略進攻，向廣昌、寧都、永豐、樂安、南豐等縣境展開攻勢，擴大了中央蘇區的範圍。國民政府經此一戰後認識到了紅軍已成气候，无法单凭一省之力消灭，遂在此后的4年多又组织了四次围剿战争，终于在1935年底将红军击败，迫使其长征，收复了红军占领的赣南、闽西等地。
而共产党方面经此一役士气大振，树立起了与国民政府武装对抗的信心。毛泽东也由于此一胜利，巩固了因富田事变而遭到动摇的声望，更加确立了对红一方面军的绝对领导。

## 相關作品
毛澤東為謳歌「龍崗大捷」，於1931年春季寫下了《漁家傲·反第一次大「圍剿」》。
|                                       | 万木霜天红烂漫，天兵怒气冲霄汉。雾满龙冈千嶂暗，齐声唤，前头捉了张辉瓒。 二十万军重入赣，风烟滚滚来天半。唤起工农千百万，同心干，不周山下红旗乱。 |
| ——毛泽东，《渔家傲·反第一次大“围剿”》 | |

### 引用
1. ↑  如李雲漢《中國近代史》（三民書局出版）、陳正茂等合著《中國近代史》（文京圖書出版）等皆如此。
2. ↑  Edmund Wright (编). . Oxford University Press. 2006年  [2014-08-07]. ISBN 9780191726927. （原始内容存档于2020-02-15）. |chapter=被忽略 (帮助)（英文）
3. ↑  Christopher R. Lew; Edwin Pak-wah Leung. . Scarecrow Press. 29 July 2013: 58頁. ISBN 978-0-8108-7874-7.（英文）
4. ↑  Harold Miles Tanner. . Hackett Publishing. 13 March 2009: 471頁. ISBN 0-87220-915-6.（英文）
5. ↑  Michael Dillon. . I.B.Tauris. 15 September 2010: 219頁  [2014-08-07]. ISBN 978-1-85043-582-2. （原始内容存档于2014-06-27）.（英文）
6. ↑  國防部史政局，《剿匪戰史》，第二冊，第94頁。
7. ↑  黎明文化事業股份有限公司，《國民革命軍戰史》第四部《反共勘亂》第一卷，第175、197頁。
8. ↑  毛澤東. . 人民网.   [2015-06-30]. （原始内容存档于2018-10-01）.

## 外部連結
- 蔡大冶： 江西剿共記
- 南京政府「江西剿共」 （页面存档备份，存于）
- 第一次反围剿